# Добросав Туровић
Добросав Туровић (Гајтан, 9. септембар 1935 - Лесковац, 11. септембар 2018) био је публициста, историчар и писац особеног стила.

## Биографија
Рођен је 9. септембра 1935. године у Гајтану, од оца Живојина и мајке Марице, рођене Савић (Драшковић), а потомак је јунака српске војске Матије Ж. Туровића, витеза Карађорђеве звезде са мачевима. Од малих ногу, уз кућно огњиште од предака, учио се чашћу, поштењу и љубављу, према човеку и завичају. Основну школу учио је у завичају, Предејану и Лесковцу, где је завршио Вишу мешовиту гимназију, и Филозофски факултет у Скопљу.
Туровић, како је записано у књизи Горња Јабланица, завршио је пешадијску школу резервних војних официра у Билећи и у Београду је похађао специјалистички курс за предавача Основи марксизма и самоуправног социјализма.
Био је најпре банкарски чиновник, па васпитач у интернату Текстилне школе, затим је био секретар Савета за културу и физичку културу Скупштине среза Лесковац, историчар у Народном музеју у Лесковцу, па дугогодишњи управник и директор Дома ученика где је стекао и звање педагошког саветника.
Песме, приче, записе, почео је да пише у раној младости, као гимназијалац. Литерарне радове објављивао је у многим гласилима, аутор је више од двадесет књига, педесетак стручних радова и око 350 новинских чланака и фељтона. Био је члан Савеза књижевника и Удружења писаца Лесковца. Добитник је Ордена рада са златним венцем и угледних књижевно - публицистичких награда - прве награде "Филип Вишњић" - Београд. Златне значке КПЗ, Октобарске награде Лесковца и највишег признања родне Медвеђе.
Преминуо је у лесковачкој Општој болници 11. септембра 2018 године и сахрањен је на Светоилијском гробљу.

## Дела
У предговору дела Библиографија Добросава Туровића (1952 - 2002), Војин Митровић, велики лесковачки песник, закључује: "Огледавши се у свим областима духовног стваралаштва, Туровић је остао доследан и веран једном геслу: стварати поштено и самобитно, не зајмити већ стварати, откривати нове и неистражене просторе историје и уметности, филозофије и културе. увек се борио против једноумља и једноличја. О стилу, литералној и акрибичној вредности Туровићевог дела могло би свестрано да се расправља. Са финијм спојем научно - историјске методе и литерарног дара, уз завидну акрибију и лексику, он је, нарочито у последњим књигама, достигао за историографа оне висине које једном аутору оваквог дела обезбеђују велику читаност и популарност." 
Међу важнијим делима историчара Туровића свакако су: Максим Ђуровић, истакнути борац из два светска рата (1967); Народне партизанске песме Јабланице (1968), Радован Ковачевић Максим (1969), Гајтанчани у Топличко - јабланичком устанку 1917 - 1918 (1974), Гајтан у НОБ, хроника (1975), Славка Недић Милојевић (1982), Песме о Радовану Ковачевићу (1986), Јунаци гвозденог пука (1990), Ослободилачке борбе у јужној Србији (1992), Миладин Поповић, витез и песник (1994), Јабланички комитски покрет 1916 - 1918 (1996).
Његова хроника Гајтан, о родном селу, плод је десетогодишњег истраживачког рада на завичајној историји. 
Туровићева књига Јунаци гвозденог пука је дело које, можда на најбољи начин, открива суштину Туровићевог схватања историје: "Ослањајући се на досада мање познату грађу, која је највећим делом сакупио, Добросав Туровић дао је прегледну слику кретања Гвозденог пука кроз најкрвавије странице српске историје. Највећи део књиге пак чине брижљиво заокружени портрети бораца ове јединице који су за своје јунаштво одликовани Карађорђевом звездом са мачевима. Јабланица је крај са највише носилаца Карађорђеве звезде у Србији, којима ће тек ова књига представљати први, али зато и најдуговечнији споменик, трајнији од бронзе." "Добросав Туровић", записао је књижевник др Миливоје Павловић, "обавио је важан вуковски задатак" (Политика 16. фебруар 1991).
Своме завичају, Туровић се одужио на најбољи начин и вредном и обимном књигом Горња Јабланица (људи и време). На промоцији те књиге у Народној библиотеци у Власотинцу, 11. јуна 2004. године, Данило Коцић је казао: "После првих година живљења у Гајтану, где је и свако ћутање било гласно говорење, Туровић наставља пут ка Предејану и Лесковцу. Ту завршава гимназију као припадник генерације која је била једна од најбољих и најугледнијих у лесковачкој школи. Креће даље у живот као да је покретна слика. Рађају се радне акције, наравно, освајају ударничке значке а потом одлази у Скопље на студије и тамо завршава Филозофско - историјски факултет. Пуних шест година радио је докторску дисертацију Јабланица - мала војна крајна 1878 - 1912, али рад није одбранио! Зашто? Можда је баш овде прилика да се присетимо почетка Андрићеве приповетке Књига "Са осећајем сличним страху почињем да пишем кратку историју једног другог и великог страха."